# おっパ!!
『おっパ!!』は、仏さんじょによる日本の漫画作品である。『チャンピオンRED いちご』（秋田書店）にて2009年Vol.16から2010年Vol.23まで掲載され、チャンピオンREDコミックスで単行本化された。

## ストーリー
沢谷さわりは、おっぱいを仲間たちと共に守っていく。

## 登場人物

### 主人公とアシスタント
沢谷 さわり（さわたに さわり）
本作の主人公。Aカップ。おっぱいは自然のままが美しいという考えのもとで貧乳を増やそうとするぺたぺた団と戦ったり、豊胸手術などに対して嫌悪感を示したりする。♪と同じクラスなのには気づいていない。いつもめちゃくちゃな言動をしながらも問題を解決していく。戦う際に協力してもらう相手の胸のサイズによって様々な技を繰り出す。
恵比島 絵美（えびしま えみ）
おっぱいアシスタントとしてさわりと共に戦っている。当初はGカップだったがHカップに成長した。店に入ると支払いを担当させられてしまう。作中の中では反応が最も常識人。
赤井 あかね（あかい あかね）
おっぱいアシスタントとしてさわりと共に戦っている。Aカップ。作中の貧乳キャラとしては唯一自分の貧乳に対してコンプレックスを抱いており、たわわの豊胸手術を受けたりしている。

### ぺたぺた団関係者
巨乳撲滅のためにあらゆる活動をしている組織。
♪（はちぶおんぷ）
ぺたぺた団団長。全世界からの巨乳撲滅を目指して活動している。さわりとは同じ学校のクラスであり、♪はそのことを知っているが、さわりはそのことに気づいていない。巨乳に囲まれると失神してしまう。
フラット・フォン・ライン博士
ぺたぺた団構成員でジェントルメンの1人。
平店長（たいらてんちょう）
ぺたぺた団構成員でジェントルメンの1人。ぺたぺた団の経営する店の店長を務めている。

### その他
姫川 ひな（ひめかわ ひな）
Hカップアイドルとして売り出していたが、実はFカップ。さわりにそのことを看破されたが、さわりの一言で立ち直った。
増田 康三（ますだ こうぞう）
電車運転手。さわり達のピンチを救った。
ウェイトレス
本名不明。隠れ巨乳で服を着るとAカップのように見えるため、Aカップ以下が働く条件のぺたぺた団の経営する店で働こうとしたが、Eカップなのがばれて襲われていた所をさわりに助けられる。店がなくなった後は、隠れ巨乳を活かしたお色気マジシャンとして活動する。
赤根 せり（あかね せり）
さわりや♪の担任。Hカップ。何かあると教師失格になって田舎でニンジンを育てる羽目になるのではないかと不安になる。
宗像 たわわ（むなかた たわわ）
整形外科医。Dカップ。ロリ巨乳なため、みんなからからかわれて、みんなを巨乳にすればからかわれないと思い、豊胸手術を施した。
総理大臣（そうりだいじん）
本名不明。さわりに助けを要請した。
男の娘（おとこのこ）
本名不明。変装してたわわの助手をしていたが、正体は男の娘で理解を深めるため世界中を男の娘の魅力を配信しようとした。

## 用語一覧
ジェントルメン
ぺたぺた団構成員。貧乳を愛しており、♪を崇拝している。

## 既刊一覧
- 仏さんじょ『おっパ!!』 秋田書店〈チャンピオンREDコミックス〉、全1巻
  1. 2011年4月5日発行 ISBN 978-4-253-23062-9